# Coulomb
O coulomb (símbolo: C) é a unidade de carga elétrica no Sistema Internacional de Unidades (SI). É, por definição, a carga elétrica transportada em 1 segundo por uma corrente de 1 ampere. Seu nome foi dado em homenagem a Charles de Coulomb. O coulomb corresponde à carga de 6,24 × 1018 elétrons. A carga elementar e (do elétron) é 1,602 176 634 × 10−19 C.
Ordem de grandeza
Pela lei de Coulomb, duas cargas elétricas pontuais de 1 coulomb separadas de um metro exercem uma sobre a outra uma força de 9 × 109 N, isto é, aproximadamente o peso de 900 000 toneladas. O coulomb é, portanto, uma unidade de ordem de grandeza elevada para exprimir quantidades de cargas estáticas e utilizam-se geralmente seus submúltiplos microcoulomb (μC) ou nanocoulomb (nC).
Múltiplos e submúltiplos
| Múltiplo | Nome         | Símbolo |  | Submúltiplo | Nome         | Símbolo |
| -------- | ------------ | ------- |  | ----------- | ------------ | ------- |
| 100      | coulomb      | C       |  |             |              |         |
| 101      | decacoulomb  | daC     |  | 10–1        | decicoulomb  | dC      |
| 102      | hectocoulomb | hC      |  | 10–2        | centicoulomb | cC      |
| 103      | quilocoulomb | kC      |  | 10–3        | milicoulomb  | mC      |
| 106      | megacoulomb  | MC      |  | 10–6        | microcoulomb | µC      |
| 109      | gigacoulomb  | GC      |  | 10–9        | nanocoulomb  | nC      |
| 1012     | teracoulomb  | TC      |  | 10–12       | picocoulomb  | pC      |
| 1015     | petacoulomb  | PC      |  | 10–15       | femtocoulomb | fC      |
| 1018     | exacoulomb   | EC      |  | 10–18       | attocoulomb  | aC      |
| 1021     | zettacoulomb | ZC      |  | 10–21       | zeptocoulomb | zC      |
| 1024     | yottacoulomb | YC      |  | 10–24       | yoctocoulomb | yC      |

Outras unidades de carga
O equivalente do coulomb no Sistema CGS de unidades é o statcoulomb (statC), também conhecido como franklin (FR; em homenagem a Benjamin Franklin) e unidade de carga eletrostática (esu). A conversão entre o statcoulomb e o coulomb depende do contexto; para carga elétrica, 1 statC equivale aproximadamente a 3,33564 × 10−10 C; para fluxo elétrico, 1 statC equivale aproximadamente a 2,65 × 10−11 C